# جون جاي
جون جاي (بالإنجليزية: John Jay)‏ (ديسمبر 23، 1745 – 17 مايو، 1829) كان رجل دولة، ووطنيّ، ودبلوماسي، وأحد الآباء المؤسسين للولايات المتحدة، مؤيّد للقضاء على العنصريّة، مفاوض وموقّع على معاهدة باريس لعام 1783، الحاكم الثاني لولاية نيويورك، وأول رئيس قضاة المحكمة العليا للولايات المتحدة (1789-1795). أدار سياسة الولايات المتحدة الخارجية في أغلب فترة ثمانينيات القرن الثامن عشر وكان قائدًا مهمًا للحزب الفيدرالي بعد إقرار دستور الولايات المتحدة عام 1788.
وُلد جاي لعائلة ثرية من التجار والمسؤولين في حكومة نيويورك وينحدر من أصول فرنسية وهولندية. أصبح محاميًا وانضم للجنة نيويورك للمراسلة، منظمًا معارضة للسياسيات البريطانية في الوقت الذي سبق الثورة الأمريكية. انتُخب جاي للكونغرس القاري الثاني، وتولى رئاسة الكونغرس القاري. وعمل جاي خلال الفترة من عام 1779 حتى عام 1782 سفيرًا لدى إسبانيا؛ أقنع إسبانيا بتوفير مساعدة مالية للولايات المتحدة الوليدة. عمل أيضًا كمفاوض لمعاهدة باريس، التي اعترفت فيها بريطانيا باستقلال الولايات المتحدة. بعد نهاية الحرب، عمل جاي وزيرًا للخارجية، مُديرًا السياسة الخارجية للولايات المتحدة بموجب مواد الكونفدرالية. عمل أيضًا كأول وزير الخارجية على أساس مؤقت.
كمؤيد لحكومة قوية ومركزية، عمل جاي على التصديق على دستور الولايات المتحدة في نيويورك عام 178. كان من المشاركين في تأليف أوراق الفيديراليست مع ألكسندر هاميلتون وجيمس ماديسون، وكتب خمسة مقالات من أصل 85 مقالة. بعد تأسيس الحكومة الفيدرالية الجديدة، عُيّن جاي من قبل الرئيس جورج واشنطن كأول رئيس قضاة للولايات المتحدة، وعمل بهذا المنصب منذ 1789 وحتى 1795. تعاملت محكمة جاي مع أعمال خفيفة، وبتت في أربع قضايا فقط خلال ست سنوات. في عام 1794، وخلال عمله كرئيس قضاة، تفاوض جاي حول معاهدة جاي المثيرة للجدل في بريطانيا. تلقى جاي مجموعة من الأصوات الانتخابية في ثلاثة من أول أربعة انتخاباتٍ رئاسية، لكن لم يسبق له أن قدم عرضا جديًا للرئاسة.
شغل جاي منصب حاكم ولاية نيويورك خلال الفترة الممتدة من عام 1795 وحتى عام 1801. ساعد في سن قانون ينص على التحرر التدريجي للعبيد، بصفته معارضًا للعبودية منذ زمن طويل، أُلغي نظام الرق في نيويورك في فترة حياة جاي. في الأيام الأخيرة من إدارة الرئيس جون آدمز، أُكِّد لجاي استمراره لفترة أخرى في منصب رئيس القضاة من قبل مجلس الشيوخ، ولكنه رفض المنصب وتقاعد ليبقى في مزرعته في مقاطعة ويستتشستربولاية نيويورك، حيث توفي.

## النشأة والتعليم

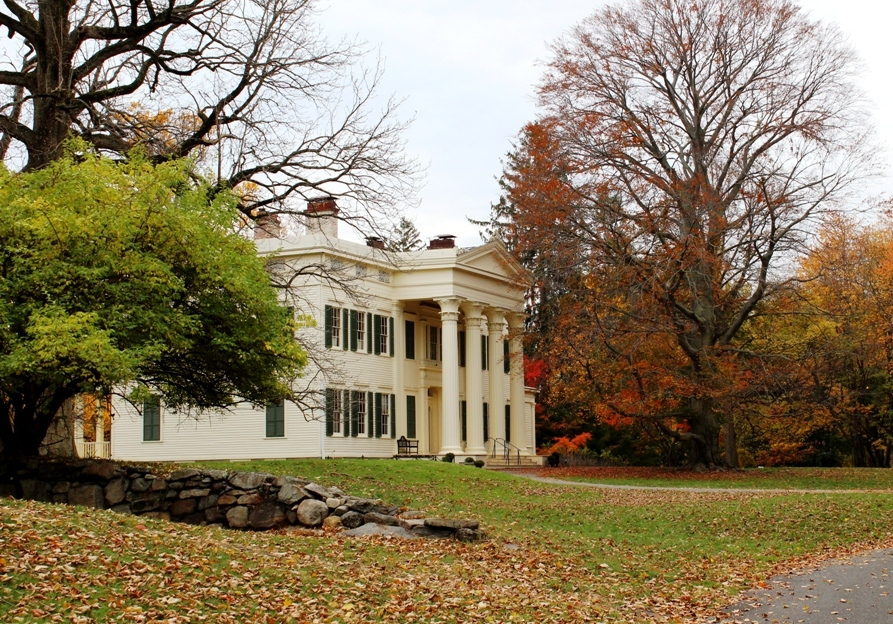
The 23 acre Jay Estate in Rye is the childhood home of American Founding Father, John Jay (1745 – 1829). As a young man, Jay’s qualities of leadership and patriotism

### تاريخ العائلة
كانت عائلة جاي عائلة تجارية رائدة في مدينة نيويورك، وينحدرون من الهوغونوتيون كانوا قد قدموا إلى نيويورك هربًا من الاضطهاد الديني الذي واجهوه في فرنسا. أُلغي مرسوم نانت عام 1685، وبالتالي إلغاء حقوق البروتستانت ومصادرة الملك لممتلكاتهم. كان جد جاي من جهة الأب أوغست جاي من الأشخاص المتأثرين بذلك، انتقل من فرنسا إلى تشارلستون بولاية كارولاينا الجنوبية وثم إلى نيويورك، حيث بنى إمبراطورية تجارية ناجحة. أصبح بّيتر جاي وهو والد جاي المولود في مدينة نيويورك عام 1704 تاجرًا ثريًا في مجال الفراء، والقمح والأخشاب والسلع الأخرى.
كانت والدة جاي ماري فّان كورتلاند، من أصل هولندي، وكانت قد تزوجت من بّيتر جاي عام 1728 في الكنيسة الهولندية. كان لديهم 10 أطفال سويةً، عاش سبعة منهم إلى سن البلوغ. وُلد والد ماري، جيكوبز فّان كورتلاند في نيو أمستردام عام 1658. عمل كورتلاند في جمعية نيويورك، وانتُخب مرتين في منصب عمدة مدينة نيويورك، وشغل مجموعة منوعة من المناصب القضائية والعسكرية. تزوج كل من ماري وابنه فريدريك كورتلاند من عائلة جاي.
وُلد جاي في 23 ديسمبر، 1745 (بحسب التقويم الغريغوري، 12 ديسمبر بحسب التقويم اليولياني)، في مدينة نيويورك، انتقلت العائلة لاحقًا بعد ثلاثة أشهر إلى ري بولاية نيويورك. كان بّيتر جاي قد تقاعد من عمله بعد إصابته بوباء الجدري؛ أصيب اثنان من أطفاله بالمرض وعانوا من العمى.

### التعليم
أمضى جاي طفولته في راي. تعلم هناك من قبل والدته حتى أصبح عمره ثمانية أعوام، حين أُرسل إلى نيو روتشيل للدراسة على يد القس الأنجليكيّ بّيير ستوبّ. في عام 1756، بعد ثلاث سنوات، عاد إلى التعليم المنزلي في راي تحت وصاية والدته وجورج موراي.
في عام 1760، دخل جاي بعمر 14 عامًا كلية الملك في جامعة كولومبيا. كون العديد من الصداقات المؤثرة هناك، من ضمنها صديقه المقرب روبرت ليفّينغستون، ابن الأرستقراطي البارز من نيويورك وقاضي المحكمة العليا. اتخذ جاي نفس الموقف السياسي لوالده، كوطنيّ شديد داعمًا الثورة الأمريكيّة. بعد تخرجه عام 1764، أصبح كاتب قانون لبينجامين كيسام (1728-1782)، محامٍ بارز، سياسي، ومدرب قانوني مطلوب. بالإضافة إلى جاي، شَمل طلاب كيسام ليندلي موراي.

### دخوله إلى القانون والسياسية
في عام 1768، بعد دراسة القانون وقبوله في نقابة المحامين في نيويورك، أسس جاي بواسطة النقود الحكومية مكتب محاماة وعمل هناك حتى أنشأ مكتب المحاماة الخاص به عام 1771. كان عضوًا في لجان المراسلات لنيويورك عام 1744، وأصبح أمين سرها والذي كان أول منصب عام له في الثورة.
مثَّل جاي الحزب المحافظ الذي كان مهتمًا بحماية حقوق الملكية والحفاظ على سلطة القانون، مع مقاومة ما اعتبره خروقات بريطانية للحقوق الأمريكية.[بحاجة لمصدر] خاف هذا الحزب من احتمال «النظام الغوغائي». اعتقد بأن تدابير نظام الضرائب البريطاني كانت خاطئة ويعتقد أن الأميركيين كانوا مبرَّرين أخلاقيًا وقانونيًا في مقاومتهم، ولكن كمبعوث إلى الكونغرس القاري الأول عام 1774، وقف جاي إلى جانب من أراد التسوية مع البرلمان. دفعت أحداث مثل إحراق القوات البريطانية لمدينة نورفولك بولاية فرجينيا في يناير عام 1776 بجاي لدعم الاستقلال. مع اندلاع حرب الاستقلال الأمريكية، عمل بلا كلل لأجل القضية الثورية وعمل على قمع الموالين. تطوّر جاي في البداية إلى اعتداليّ، ومن ثم وطنيّ متحمس، لأنه قرر بأن جميع جهود المستعمرات في التسوية مع بريطانيا كانت بلا جدوى وأن الصراع من أجل الاستقلال، الذي أصبح الثورة الأمريكية كان محتومًا.

## روابط خارجية
- جون جاي على موقع الموسوعة البريطانية (الإنجليزية)
- جون جاي على موقع إن إن دي بي (الإنجليزية)